# داوید کونارسکی

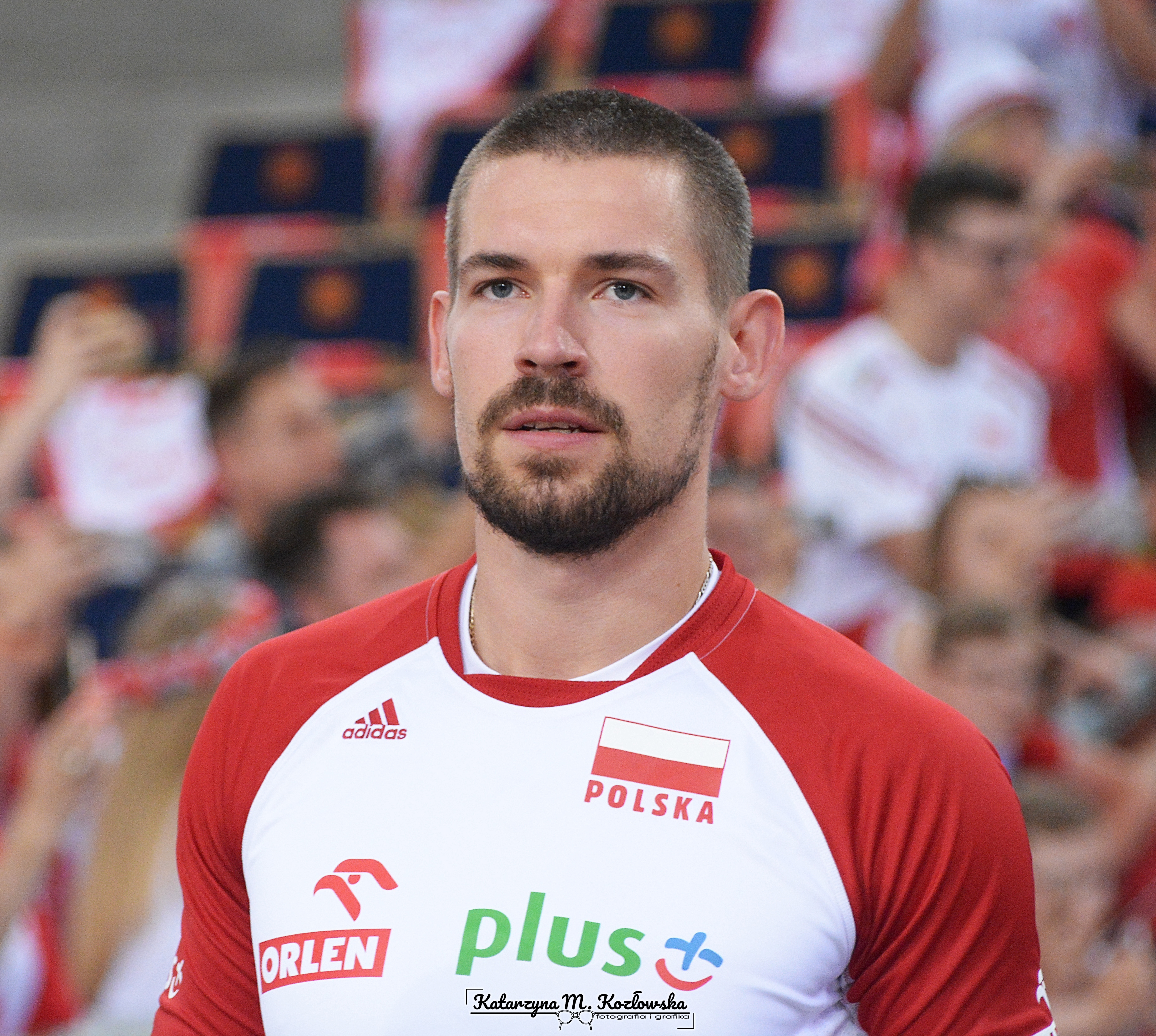
کونارسکی

داوید کونارسکی (به لهستانی: Dawid Konarski) (زاده ۳۱ اوت ۱۹۸۹ در اشویچ) بازیکن والیبال اهل لهستان، عضو تیم ملی والیبال لهستان و باشگاه آسیکو رسوویا ژشوف است. او به همراه لهستان به مدال طلا قهرمانی جهان ۲۰۱۴ رسیده است.